# 金剛手

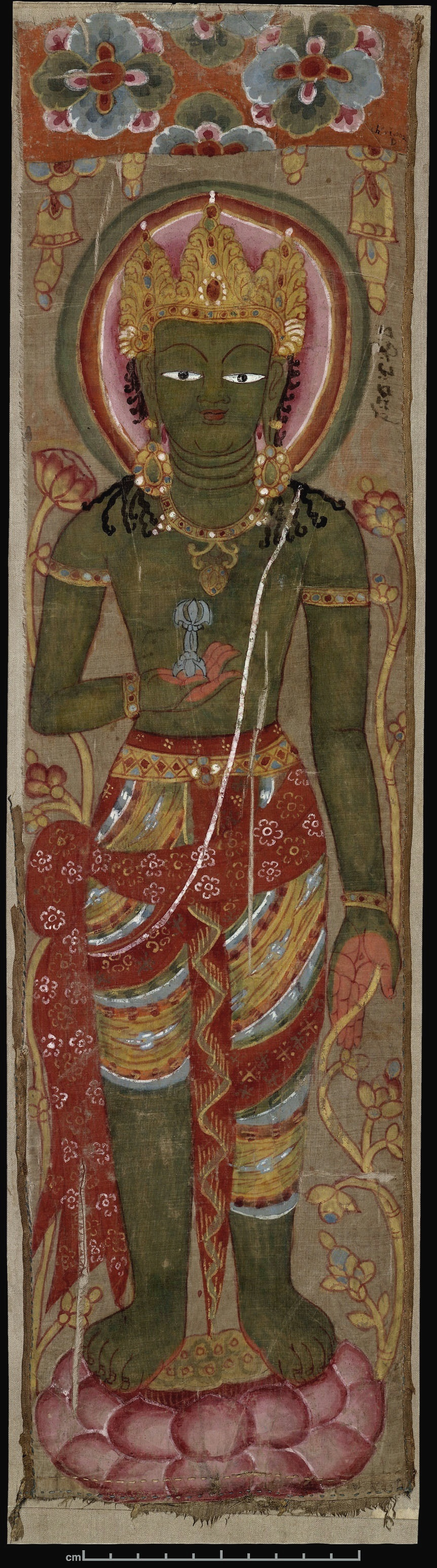
金剛手菩薩，公元9世紀唐卡，現藏於大英博物館

金剛手（藏語：ཕྱག་ན་རྡོ་རྗེ།，藏语拼音：phyag na rdo rje），音譯伐折羅播尼，佛教護法，為居住在天界的夜叉神，即執金剛神或金剛力士。在金剛乘佛教中，視他為菩薩。密宗以他為密法傳承的開始，稱為金剛手秘密主。

## 名稱及起源
梵語：，是一個梵文複合名詞，由金剛（Vajra）與手掌（pāṇi）二字組成，字面意義為手執金剛、金剛在手。在印度神話中，金剛原為因陀羅的武器，也就是閃電，金剛的碎片成為鑽石，因此在梵文中，雷電及鑽石都稱為金剛，也有堅硬，難以摧毀的意思。金剛手與執金剛（Vajradhara），名稱相近，傳說相近，可能起源於同樣的神話，因名稱不同而分化成不同神祇。
在佛教中，金剛手是天界的夜叉神，常護衛在釋迦牟尼佛身邊，又稱為密跡金剛，或執金剛。佛教認為，他長期隨侍在釋迦牟尼佛身邊，擔任護法。大乘佛教相信他是菩薩的化身，由釋迦牟尼佛處領受許多秘密教法，並傳承給後世。在密宗裏，以金剛手為密法的傳承開端，又稱其為金剛手秘密主。
佛教經典中的金剛手，可以被當成泛稱，也可以被當成是某位菩薩或佛的專稱，要視上下文而定。

## 金剛手
相傳金剛手是夜叉神，居住在迷盧山頂，三十三天上的四座山峰，護衛諸天。
金剛手長期擔任釋迦牟尼佛的護衛。相傳他在釋迦牟尼佛處，領受許多秘密教法，流傳後世。

## 金剛手菩薩
在金剛乘佛教中被認為是一位菩薩，稱為金剛手菩薩。相傳金剛界密續即起源於金剛手菩薩。
在五方菩薩中，金剛手位居東方。